# Protuberonotum roitmani
Protuberonotum roitmani är en skalbaggsart som beskrevs av Barriga och Cepeda 2004. Protuberonotum roitmani ingår i släktet Protuberonotum och familjen långhorningar. Inga underarter finns listade i Catalogue of Life.